# Horné Zahorany
Horné Zahorany este o comună slovacă, aflată în districtul Rimavská Sobota din regiunea Banská Bystrica. Localitatea se află la altitudinea de 461 m deasupra n.m., se întinde pe o suprafață de 5,24 km2 și în 2017 număra 126 de locuitori.

## Istoric
Localitatea Horné Zahorany este atestată documentar din 1323.

## Demografie
| An:                | 1994 | 2004   | 2014   | 2024    |
| ------------------ | ---- | ------ | ------ | ------- |
| Număr de persoane: | 144  | 143    | 129    | 102     |
| Diferență:         |      | −0,69% | −9,79% | −20,93% |

| An:                | 2023 | 2024   |
| ------------------ | ---- | ------ |
| Număr de persoane: | 99   | 102    |
| Diferență:         |      | +3,03% |